# Qualificazioni al campionato europeo maschile under 21 di calcio 1978

## Gruppi di qualificazione

### Gruppo 1
| Squadre | Squadre   | P | V | N | P | F  | S  | Pt |
| ------- | --------- | - | - | - | - | -- | -- | -- |
| 1       | Danimarca | 4 | 2 | 1 | 1 | 10 | 5  | 5  |
| 2       | Polonia   | 4 | 2 | 0 | 2 | 7  | 10 | 4  |
| 3       | Svezia    | 4 | 1 | 1 | 2 | 6  | 8  | 3  |

| - Danimarca 2-0 Svezia - Danimarca 6-2 Polonia - Svezia 2-0 Polonia | - Svezia 2-2 Danimarca - Polonia 1-0 Danimarca - Polonia 4-2 Svezia |
| Danimarca qualificata                                               |                                                                     |

### Gruppo 2
|   |             | P | V | N | P | F  | S  | Pt |
| - | ----------- | - | - | - | - | -- | -- | -- |
| 1 | Italia      | 4 | 3 | 0 | 1 | 13 | 3  | 6  |
| 2 | Portogallo  | 4 | 3 | 0 | 1 | 7  | 5  | 6  |
| 3 | Lussemburgo | 4 | 0 | 0 | 4 | 2  | 14 | 0  |

| - Lussemburgo 1-2 Portogallo - Portogallo 1-0 Italia - Italia 4-0 Lussemburgo | - Italia 4-1 Portogallo - Portogallo 3-0 Lussemburgo - Lussemburgo 1-5 Italia |
| Italia qualificata                                                            |                                                                               |

### Gruppo 3
| Squadre | Squadre      | P | V | N | P | F  | S  | Pt |
| ------- | ------------ | - | - | - | - | -- | -- | -- |
| 1       | Germania Est | 4 | 3 | 1 | 0 | 13 | 3  | 7  |
| 2       | Turchia      | 4 | 1 | 2 | 1 | 5  | 8  | 4  |
| 3       | Austria      | 4 | 0 | 1 | 3 | 5  | 12 | 1  |

| - Turchia 1-1 Germania Est - Austria 2-2 Turchia - Austria 1-6 Germania Est | - Germania Est 2-1 Austria - Turchia 2-1 Austria - Germania Est 4-0 Turchia |
| Germania Est qualificata                                                    |                                                                             |

### Gruppo 4
| Squadre | Squadre  | P | V | N | P | F | S | Pt |
| ------- | -------- | - | - | - | - | - | - | -- |
| 1       | Bulgaria | 4 | 3 | 1 | 0 | 5 | 2 | 7  |
| 2       | Belgio   | 4 | 1 | 1 | 2 | 3 | 4 | 3  |
| 3       | Francia  | 4 | 0 | 2 | 2 | 4 | 6 | 2  |

| - Francia 1-1 Belgio - Francia 1-1 Bulgaria - Belgio 2-1 Francia | - Belgio 0-1 Bulgaria - Bulgaria 1-0 Belgio - Bulgaria 2-1 Francia |
| Bulgaria qualificata                                             |                                                                    |

### Gruppo 5
| Squadre | Squadre     | P | V | N | P | F  | S  | Pt |
| ------- | ----------- | - | - | - | - | -- | -- | -- |
| 1       | Inghilterra | 4 | 4 | 0 | 0 | 17 | 2  | 8  |
| 2       | Norvegia    | 4 | 2 | 0 | 2 | 6  | 9  | 4  |
| 3       | Finlandia   | 4 | 0 | 0 | 4 | 2  | 14 | 0  |

| - Finlandia 1-4 Norvegia - Finlandia 0-1 Inghilterra - Norvegia 1-2 Inghilterra | - Norvegia 1-0 Finlandia - Inghilterra 6-0 Norvegia - Inghilterra 8-1 Finlandia |
| Inghilterra qualificata                                                         |                                                                                 |

### Gruppo 6
| Squadre | Squadre        | P | V | N | P | F | S | Pt |
| ------- | -------------- | - | - | - | - | - | - | -- |
| 1       | Cecoslovacchia | 4 | 2 | 1 | 1 | 7 | 2 | 5  |
| 2       | Scozia         | 4 | 2 | 1 | 1 | 5 | 4 | 5  |
| 3       | Svizzera       | 4 | 1 | 0 | 3 | 3 | 9 | 2  |

| - Cecoslovacchia 0-0 Scozia - Svizzera 2-0 Scozia - Cecoslovacchia 4-0 Svizzera | - Scozia 3-1 Svizzera - Scozia 2-1 Cecoslovacchia - Svizzera 0-2 Cecoslovacchia |
| Cecoslovacchia qualificata                                                      |                                                                                 |

### Gruppo 7
| Squadre | Squadre    | P | V | N | P | F | S | Pt |
| ------- | ---------- | - | - | - | - | - | - | -- |
| 1       | Jugoslavia | 4 | 3 | 0 | 1 | 9 | 3 | 6  |
| 2       | Spagna     | 4 | 2 | 0 | 2 | 5 | 8 | 4  |
| 3       | Romania    | 4 | 1 | 0 | 3 | 5 | 8 | 2  |

| - Jugoslavia 4-1 Spagna - Spagna 3-0 Romania - Romania 1-3 Jugoslavia | - Romania 4-0 Spagna - Jugoslavia 2-0 Romania - Spagna 1-0 Jugoslavia |
| Jugoslavia qualificata                                                |                                                                       |

### Gruppo 8
| Squadre | Squadre          | P | V | N | P | F | S  | Pt |
| ------- | ---------------- | - | - | - | - | - | -- | -- |
| 1       | Ungheria         | 4 | 2 | 2 | 0 | 9 | 1  | 6  |
| 2       | Unione Sovietica | 4 | 2 | 1 | 1 | 5 | 1  | 5  |
| 3       | Grecia           | 4 | 0 | 1 | 3 | 1 | 13 | 1  |

| - Ungheria 7-0 Grecia - Grecia 0-2 URSS - URSS 0-0 Ungheria | - URSS 3-0 Grecia - Ungheria 1-0 URSS - Grecia 1-1 Ungheria |
| Ungheria qualificata                                        |                                                             |